# Habropogon bipartitus
Habropogon bipartitus är en tvåvingeart som beskrevs av Villeneuve 1931. Habropogon bipartitus ingår i släktet Habropogon och familjen rovflugor. Inga underarter finns listade i Catalogue of Life.